# Боратинка
Боратинка (пол. Boratinka) — назва мідних розмінних монет шелягів (чи солідів) Речі Посполитої. Карбували в 1659—1668 роках в монетних дворах Польщі і Великого князівства Литовського.
Це кредитна монета Речі Посполитої, реальна вартість якої становила лише близько 15 % номінальної. Її випуск був обумовлений важким становищем, в яке потрапила країна в роки війни зі Швецією і Росією, і нагальною потребою розплатитися з найманими військами.
Назва походить автора проекту з випуску легких мідних шелягів — Тіто Лівіо Бураттіні.

## Історія
У 1658 році польський науковець італійського походження Тіто Лівіо Бураттіні взяв в оренду державний монетний двір і протягом десятиліття за згодою Сейму карбував мідні соліди (шеляги) за курсом білонного соліда, тобто прирівняні до 1/3 срібного гроша, але мали набагато меншу реальну вартість: фунт міді (2 гривні) коштував 15 грошів, або 45 солідів, але з нього карбували 300 солідів). З цих 300 монет 171 штука входила в казну, 45 — на оплату сировини, а 84 — на виробничі витрати, платня монетникам і в дохід орендаря монетного двору.
Нові соліди важили близько 1,35 г і мали діаметр 16 мм. Вважають, що на зовнішній вигляд соліда значний вплив мала шотландська монета в 2 пенні («Торнер»), яка з'явилася на ринку Речі Посполитої в 40-і роки XVII століття разом з емігрантами-шотландцями.
Початкова планована сума — 1 млн злотих польських для всієї Речі Посполитої — у 1666 році склала 10 млн, не враховуючи значної кількості фальшу (так званих «клепачів» — внутрішніх, закордонних). Тому реальний курс впав значно нижче примусового:
- за дукат давали спочатку 6,5 зл. п. срібними грошами; боратинками — 9 зл. п., на початку 18 ст. — 18 зл. п. (або тинфами)
- за талер — 3,5 зл. п. срібними грошами; боратинками — 5 зл. п., на початку 18 ст. — 8 зл. п. (або тинфами)

Разом з тинфами призвели до подальшого розладу грошової системи Речі Посполитої. По вартості їм дорівнювали сучавські підробки.
У 1663-1665 рр. боратинки карбував відроджений на короткий час Львівський монетний двір.

## Характеристика
Вага — близько 1,35 г, Номінальна вартість: 3 боратинки = 1 срібний грош, або 90 шт. = 1 злотий польський.